# Roberto Sgambelluri
Roberto Sgambelluri (Melito di Porto Salvo, Calàbria, 6 d'abril de 1974) va ser un ciclista italià, que fou professional entre 1997 i 2004. Les seves principals victòries foren una etapa al Giro d'Itàlia, l'edició del 1996 del Baby Giro i 2 medalles d'argent al Campionat del món de 1996.
Durant el Giro d'Itàlia de 2002, va ser exclòs, a conseqüència d'un control realitzat al Giro del Trentino, unes setmanes abans, on va donar positiu. Degut això, va ser sancionat per 6 mesos per la federació Italiana, i l'any 2003, no va trobar cap equip.

## Palmarès
- 1996
  - 1r al Baby Giro
  - Vencedor de 3 etapes al Tríptic de les Ardenes
  - Medalla d'argent al Campionat del món en ruta sub-23
  - Medalla d'argent al Campionat del món en contrarellotge sub-23
- 1997
  - Vencedor d'una etapa del Giro d'Itàlia
- 1999
  - 1r al Trofeo dello Scalatore i vencedor d'una prova

### Resultats al Giro d'Itàlia
- 1997. 32è de la classificació general. Vencedor d'una etapa
- 1998. 19è de la classificació general.
- 1999. 10è de la classificació general.
- 2000. 33è de la classificació general
- 2001. 33è de la classificació general
- 2002. Exclòs

### Resultats a la Volta a Espanya
- 1997. Abandona
- 1998. 37è de la classificació general
- 2000. 37è de la classificació general
- 2001. 63è de la classificació general
- 2004. 79è de la classificació general